# Кежецький сільський округ
Кеже́цький сільський округ (каз. Кежек ауылдық округі, рос. Кежекский сельский округ) — адміністративна одиниця у складі Актогайського району Карагандинської області Казахстану. Адміністративний центр — село Акший.
Населення — 237 осіб (2021; 330 у 2009, 460 у 1999, 772 у 1989).
Станом на 1989 рік існувала Акшийська сільська рада (села Акші, Бакирбай, Кежек).

## Склад
До складу округу входять такі населені пункти:
| Населений пункт | Населення, осіб (1989) | Населення, осіб (1999) | Населення, осіб (2009) | Населення, осіб (2021) |
| --------------- | ---------------------- | ---------------------- | ---------------------- | ---------------------- |
| Акший, село     | 672                    | 460                    | 330                    | 237                    |
| Бакирбай, село  | 39                     | -                      | -                      | -                      |
| Кежек, село     | 61                     | -                      | -                      | -                      |